# ウェスティン・グランド・ベルリン

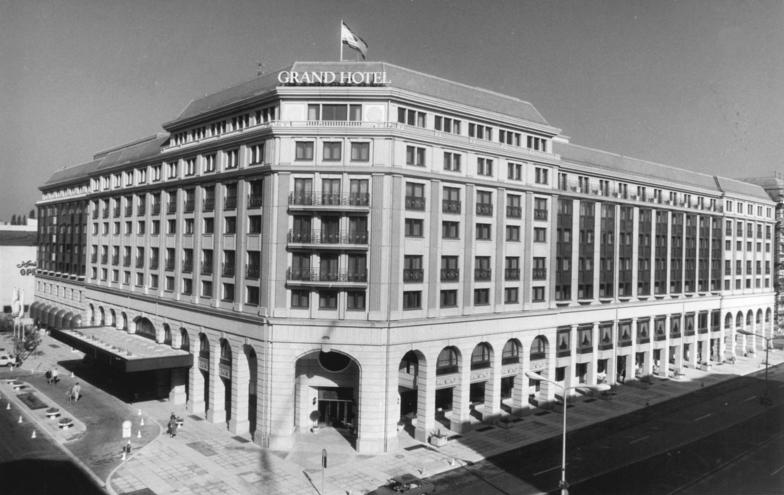
1987年当時のインターホテル・グランド・ホテル・ベルリン

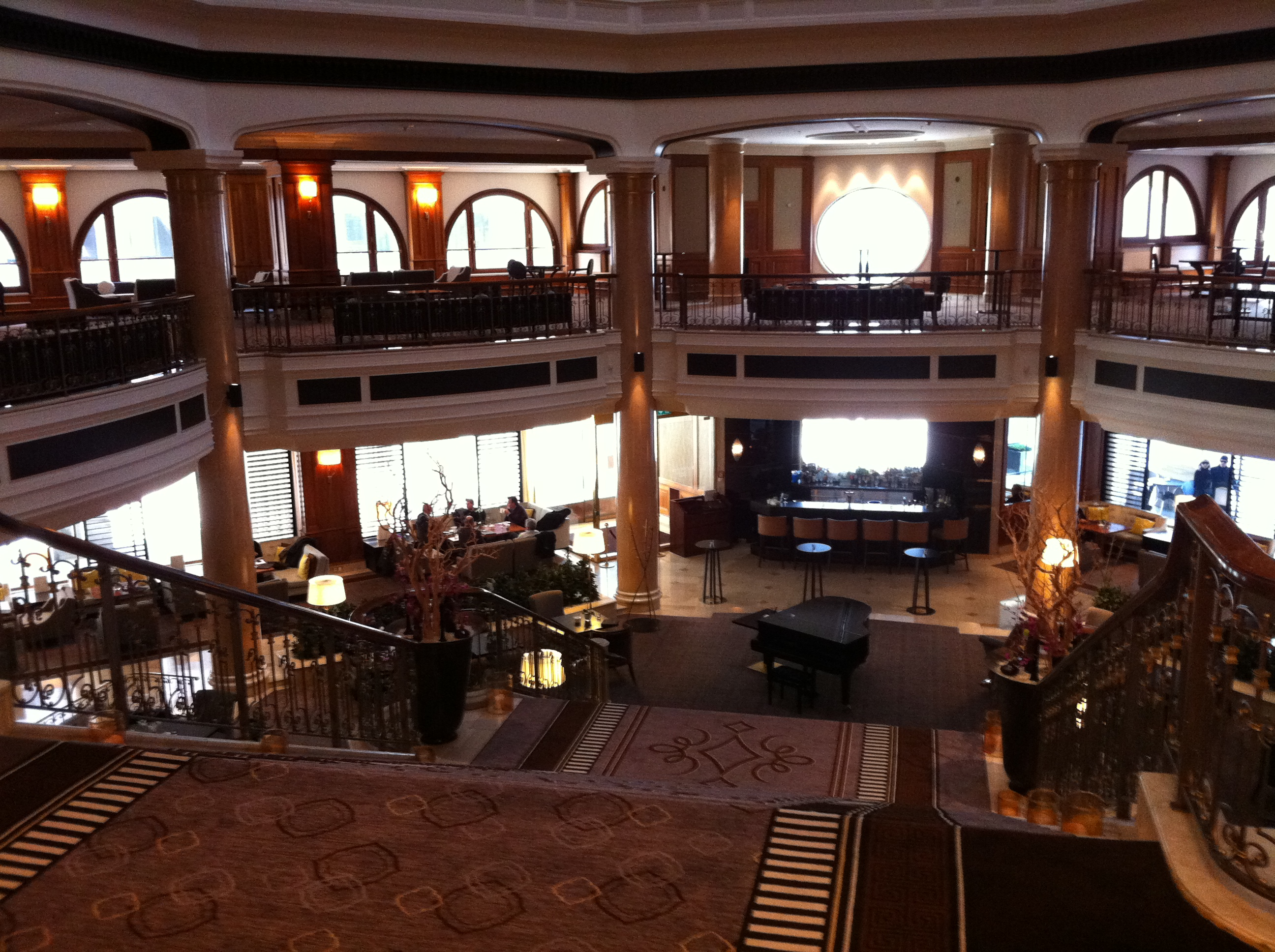
エントランスホール、中央階段登り口、2011年

ウェスティン・グランド・ベルリン（Westin Grand Berlin）（旧称：インターホテル・グランド・ホテル・ベルリン）は、ベルリン・ミッテ区フリードリヒ通り158 - 164番地の、旧ドイツ民主共和国時代の1987年に竣工し、インターホテル・チェーンによって経営されたホテルである。現在はウェスティン・ホテルズ&リゾーツ・チェーンが経営している。

## 歴史と構想
1957年に取り壊されるまで、現在のホテルの敷地には他の商業ビルと並んで、東ベルリンで最も古い、最も壮麗なアーケード街の一つ、1873年落成のカイザーガレリーがあった。1943年にこの建物は空襲で大破し、1945年には残りの部分も焼け落ちた。残った廃墟は1957年に撤去された。
当初のインターホテル・グランド・ホテル・ベルリンは品格のある古典主義風の建築として構想され、エアハルト・ギスケの監修のもとに鹿島建設によって設計された。
建設費は2億ドイツマルクであったという。このホテルは最高の水準を満たすべきであるとされ、高級感あふれる建物に仕上げられた。1987年8月1日に当時のドイツ民主共和国国家評議会議長エーリヒ・ホーネッカー臨席のもとに落成式が行われた。ウェスティン・グランド・ホテルは359室の客室とスイートルームを持つ。エントランスホール（いわゆる「オクトゴーン（八角形）」）と入口はカイザーガレリーの様式に従っている。
ベルリンの壁が崩壊し、ドイツが再統一された後、1990年にこのホテルの所有権は信託公社(旧東ドイツの国営企業を民営化するために設立された会社)に移行した。1992年にこのホテルは投資会社スターウッドに売り渡され、ウェスティン・グランド・ホテル・ベルリンと改称された。

## その他
- このホテルは2010年度のドイツ最高のビジネスホテルとしてワールド・トラベル・アワードを受賞した。そして翌年もこのタイトルを保持することができた。
- ウェスティン・グランド・ホテルはとりわけテレビドラマ”Tatort”（犯行現場）シリーズ「兄弟の間で」、米国の映画「ボーン・スプレマシー」およびテレビのメロドラマ”Eine wie keine”（かけがえのない女性）のロケに使われた。
- オルガン製作会社「イェムリヒ・オルゲルバウ・ドレスデン」がこのホテルの「狩りの間」にオルガンを設置した。これによってウェスティン・グランド・ホテルはヨーロッパで唯一の専用のオルガンのあるホテルとなった。このスライダーチェスト型のパイプオルガンは2つの手鍵盤に設けられた12のストップと足鍵盤を持つ。キーアクションとストップアクションは機械式である。